# Munna crinata
Munna crinata är en kräftdjursart som beskrevs av Oleg Grigor'evich Kussakin1972. Munna crinata ingår i släktet Munna och familjen Munnidae. Inga underarter finns listade i Catalogue of Life.